# 분청사기 마흥목처 신반진씨 지석
분청사기 마흥목처 신반진씨 지석(粉靑沙器 馬興牧妻 新反陳氏 誌石)은 부산광역시 금정구, 부산대학교박물관에 있는 조선시대의 지석이다. 2014년 1월 22일 부산광역시의 유형문화재 제136호 마흥목처신반진씨지석로 지정.되었다가, 2015년 3월 18일 분청사기 마흥목처 신반진씨 지석으로 명칭이 변경되었다.

## 개요
부산대학교박물관 소장 《분청사기 마흥목처 신반진씨 지석》은 분청사기 태토를 사용하여 앞·뒤가 납작하게 붙은 발형(鉢形)처럼 성형하여 지문(誌文)을 백상감(白象嵌) 기법으로 전·후면에 새겨 넣은 지석이다. 지문은 전면에 8행 58자, 후면에는 7행 64자로 구성되어 있는데, 내용은 남편의 본관과 거주지, 묘주, 출신지, 부모, 생몰년, 장사를 지낸 해와 장사지, 자녀, 경고문, 조성연월일 등의 순으로 적혀있다.
이 지석은 형태가 특이할 뿐만 아니라 조선 초기에 도자기로 만들어진 15세기 지석의 양식을 살펴볼 수 있는 대표적인 작품이며, 당시의 행정구역과 지명 등을 알 수 있는 귀중한 유물이다. 또 한편으로는 이 지석은 고령에서 만든 것으로 추정되는데, 고령은 《세종실록》「지리지」에 상품(上品)의 자기소가 있었던 곳으로 기록되어있어 역사 기록과도 부합하는 자료이다.
《분청사기 마흥목처 신반진씨 지석》은 ‘성화 3년(成化 三年, 1467년)’이라는 절대연대와 유물의 주인공을 알 수 있는 분청사기 지석으로 조선 초기에 제작된 대표적인 묘지(墓誌)이자 당시의 행정구역과 지명을 살펴볼 수 있는 귀중한 유물이며,『세종실록』「지리지」에 기록된 상품의 자기소에서 번조된 도자기라는 자료적 가치가 있는 유물이다.

## 참고 자료
- 분청사기 마흥목처 신반진씨 지석 - 국가유산청 국가유산포털